# إلغاء صداقة: شبكة مظلمة
إلغاء صداقة: شبكة مظلمة (بالإنجليزية: Unfriended: Dark Web)‏ ويُلفظ: آنفرينديد: دارك وب، هو فيلم رعب تم انتاجه في الولايات المتحدة وصدر سنة 2018 من بطولة كولين وديل وريبيكا ريتنهاوس وكونور ديل ريو وهو الجزء الثاني من سلسلة غير ودود.

## القصة
تدور قصة الفيلم حول مراهق يأتي في حيازته حاسوب محمول جديد، لكنه يكتشف أنه مسروق، ويكتشف أيضًا أن المالك السابق له يراقب كل حركة يقوم بها، ليس هذا فقط بل وإنما يريد استرجاع الحاسوب، وعلى استعداد أن يفعل أي شيء للقيام بذلك.

## الميزانية والإيرادات
كلف الفيلم ميزانية 1 مليون دولار امريكي وحقق ارباح تقدر بـ 9.6 مليون دولار امريكي.

## وصلات خارجية
- إلغاء صداقة: شبكة مظلمة على موقع IMDb (الإنجليزية)
- إلغاء صداقة: شبكة مظلمة على موقع روتن توميتوز (الإنجليزية)
- إلغاء صداقة: شبكة مظلمة على موقع ألو سيني (الفرنسية)
- إلغاء صداقة: شبكة مظلمة على موقع بوكس أوفيس موجو (الإنجليزية)
- إلغاء صداقة: شبكة مظلمة على موقع فيلمافينيتي (الإسبانية)
- إلغاء صداقة: شبكة مظلمة على موقع قاعدة بيانات الفيلم (الإنجليزية)
- إلغاء صداقة: شبكة مظلمة على موقع ليتربوكسد (الإنجليزية)
- إلغاء صداقة: شبكة مظلمة على موقع كينوبويسك (الروسية)
- غير مصدق: النت المظلم على IMDb
- غير مصدق: النت المظلم على Rotten Tomatos